# 8076 Foscarini
A 8076 Foscarini (ideiglenes jelöléssel (8076) 1985 RV4) a Naprendszer kisbolygóövében található aszteroida. Henri Debehogne fedezte fel 1985. szeptember 15-én.